# 李讓 (富陽侯)
李讓，舒城人，明朝軍事將領。明成祖駙馬，富陽侯。
其早年為燕王朱棣儀賓，娶永平郡主。后朱棣起兵，其率領部隊攻下大寧，在白溝河激戰，后升任北平布政司。輔助明仁宗守衛北平。其父親李申，官守左衛指揮同知。當時明惠帝意欲招降李讓，說：“你過來我就饒了你父親”。后李讓不從，并力破平安部隊。后明惠帝殺死李讓父親及全家，其族人或者連坐而死或者被遷徙。永樂元年，永平郡主晋升永平公主，李讓晋升駙馬，封富陽侯。后去世，贈景國公，謚恭敏。